# Mirbelia platylobioides
Mirbelia platylobioides es una especie de planta floral del género Mirbelia, familia Fabaceae, orden Fabales.

## Distribución
Se distribuye por Nueva Gales del Sur, Australia.

## Taxonomía
Fue descrita por (DC.) Joy Thomps. y publicada en Proc. Linn. Soc. New South Wales 83: 188 (1958).